# ФК Евертон
Фудбалски клуб Евертон (енгл. Everton Football Club) професионални је енглески фудбалски клуб из Ливерпула који тренутно игра у Премијер лиги.
Евертон је основан 1878. године као „Сент Доминго“ (енгл. St Domingo's F.C.), а годину дана касније је добио своје данашње име. Са 9 титула првенства Енглеске, 5 трофеја ФА купа, 9 Черити шилда и трофејом Купа победника купова из 1985, спада у најтрофејније фудбалске клубове у Енглеској,
Клуб своје домаће утакмице од 1892. игра на Гудисон парку, који има капацитет од скоро 39.414 седећих места.

## Успеси
- Прва дивизија Енглеске (данашња Премијер лига)
  - Првак (9) : 1890/91, 1914/15, 1927/28, 1931/32, 1938/39, 1962/63, 1969/70, 1984/85, 1986/87.
  - Вицепрвак (7) : 1889/90, 1894/95, 1901/02, 1904/05, 1908/09, 1911/12, 1985/86.
- Друга дивизија Енглеске
  - Првак (1) : 1930/31.
  - Вицепрвак (1) : 1953/54.
- ФА куп
  - Победник (5) : 1906, 1933, 1966, 1984, 1995.
  - Финалиста (8) : 1893, 1897, 1907, 1968, 1985, 1986, 1989, 2009.
- Лига куп Енглеске
  - Финалиста (2) : 1977, 1984.
- ФА Черити шилд
  - Победник (9) : 1928, 1932, 1963, 1970, 1984, 1985, 1986 (делио), 1987, 1995.
  - Финалиста (2) : 1933, 1966.
- Куп победника купова
  - Победник (1) : 1984/85.

## Стадион
Евертон је првобитно играо на отвореном терену на југоистоку новоизграђеног Стенли парка, где је одиграна прва званична утакмица 1879. године. Од 1882. је играо на Прајори роуду, а 1884. је прешао на Енфилд, који је 1892. прешао у руке новоформираног Ливерпула. Од 1892. дом Евертона је Гудисон парк.

## Тренутни састав
Од 26. марта 2022.
| Бр. |                     | Позиција | Играч                |
| --- | ------------------- | -------- | -------------------- |
| 1   | Енглеска            | Г        | Џордан Пикфорд       |
| 2   | Енглеска            | О        | Џонџо Кени           |
| 3   | Шкотска             | О        | Нејтан Патерсон      |
| 4   | Енглеска            | О        | Мејсон Холгејт       |
| 5   | Енглеска            | О        | Мајкл Кин            |
| 6   | Бразил              | С        | Алан                 |
| 7   | Бразил              | Н        | Ришарлисон           |
| 8   | Енглеска            | С        | Фабијан Делф         |
| 9   | Енглеска            | Н        | Доминик Калверт Луин |
| 11  | Енглеска            | Н        | Демарај Греј         |
| 13  | Колумбија           | О        | Јери Мина            |
| 14  | Енглеска            | Н        | Андрос Таунсенд      |
| 15  | Босна и Херцеговина | Г        | Асмир Беговић        |
| 16  | Мали                | С        | Абдулаје Дукуре      |

| Бр. |                 | Позиција | Играч                   |
| --- | --------------- | -------- | ----------------------- |
| 17  | Нигерија        | Н        | Алекс Ивоби             |
| 19  | Украјина        | О        | Витали Миколенко        |
| 20  | Турска          | Н        | Џенк Тосун              |
| 21  | Португалија     | С        | Андре Гомес             |
| 22  | Енглеска        | О        | Бен Годфри              |
| 23  | Република Ирска | О        | Шејмус Колман (капитен) |
| 24  | Енглеска        | Н        | Ентони Гордон           |
| 26  | Енглеска        | С        | Том Дејвис              |
| 30  | Холандија       | С        | Дони ван де Бек         |
| 31  | Енглеска        | Г        | Анди Лонерган           |
| 32  | Енглеска        | О        | Џаред Брентваит         |
| 33  | Венецуела       | Н        | Саломон Рондон          |
| 34  | Холандија       | Н        | Анвар Ел Гази           |
| 36  | Енглеска        | С        | Деле Али                |

### На позајмици
| Бр. |                 | Позиција | Играч                                       |
| --- | --------------- | -------- | ------------------------------------------- |
|     | Француска       | О        | Нилс Нкунку (Стандард Л. до 30. јуна 2022)  |
|     | Италија         | Н        | Мојз Кен (Јувентус до 30. јуна 2023)        |
| 50  | Енглеска        | Н        | Елис Симс (Хартс до 30. јуна 2022)          |
| 25  | Обала Слоноваче | С        | Жан Филип Гбамин (ЦСКА М. до 30. јуна 2022) |

| Бр. |             | Позиција | Играч                                         |
| --- | ----------- | -------- | --------------------------------------------- |
|     | Португалија | Г        | Жоао Виржинија (Спортинг Л. до 30. јуна 2022) |
|     | Енглеска    | О        | Луис Гибсон (Ш. Венздеј до 30. јуна 2022)     |
|     | Велс        | Н        | Нејтан Бродхед (Сандерленд до 30. јуна 2022)  |
|     | Енглеска    | С        | Луис Ворингтон (Трм. Роверс до 30. јуна 2022) |